# Teodoro Ângelo
Teodoro Ângelo (em grego: Θεόδωρος Ἄγγελος; romaniz.: Theódōros Angelos) foi co-governante da Tessália de ca. 1289 até sua morte em 1299. Era o terceiro filho de João I Ducas (r. 1268–1289), governante da Tessália, e sua esposa, que é conhecida apenas por seu nome monástico Hipomona ("Paciência").
Quando João morreu em ou logo depois de 1283, foi sucedido por Constantino, irmão mais velho de Teodoro, mas o último serviu como seu co-regente. Inicialmente, os irmãos estiveram sob tutela de Ana Paleóloga Cantacuzena por serem menores de idade. Agraciado com o título de sebastocrator em 1295, Teodoro foi escolhido para casar-se com a princesa armênia Teófano, mas este projeto falhou contudo. Ele foi derrotado em batalha pelo general bizantino Miguel Ducas Glabas Tarcaniota e morreu ca. 1299.